# Vaskút
Vaskút – wieś i gmina w południowej części Węgier, w pobliżu miasta Baja. Ma powierzchnię 71,49 km² i liczy 3479 mieszkańców (styczeń 2011).

## Położenie
Miejscowość leży na obszarze Wielkiej Niziny Węgierskiej, w komitacie Bács-Kiskun, w powiecie Baja.